# ACE
ACE (сокр. от англ. Automatic Computing Engine, Автоматическая вычислительная машина) — проект первого британского компьютера, разработанный Аланом Тьюрингом в 1946 году. Проектировался исключительно для военных нужд (из всех функций, заявленных разработчиком машины в 1945 году, только одна могла быть условно названа гражданской: «Подсчёт военнослужащих по отдельным гражданским специальностям, подлежащих демобилизации, на основе статистических данных, предоставленных армией»). Министерство обороны Великобритании уделяло особое внимание работе А. Тьюринга над данным проектом.
19 февраля 1946 года Тьюринг представил Исполнительному комитету Национальной физической лаборатории Великобритании первый завершённый проект компьютера с хранимой в памяти программой. В отличие от большинства более ранних проектов, он ничем не был похож на компьютер EDVAC. Это был полностью независимый проект, разработанный в одно время с EDVAC.
В результате различных затруднений первым в действительности реализованным экземпляром ACE был Pilot ACE, являвшийся уменьшенной версией изначального проекта Тьюринга. Полномасштабный вариант был сконструирован позже, в конце 1950-х годов и функционировал до конца 1957 года, но к тому времени уже устарел из-за использования линий задержки в качестве основной памяти.

## MOSAIC
Вторым компьютером, построенным по проекту Тьюринга, стал MOSAIC (сокр. от англ. Ministry of Supply Automatic Integrator and Computer, Автоматический компьютер и интегратор Министерства снабжения). Выполнил свою первую программу в конце 1952 — начале 1953 года.

## Bendix G-15
Принципы, заложенные в проекте Тьюринга, были использованы в компьютере G-15 (англ.) компании Bendix Corporation (англ.).